# Quần đảo Riau (tỉnh)
Quần đảo Riau (tiếng Indonesia; Kepulauan Riau) là một tỉnh của Indonesia. Địa phận tỉnh bao gồm phần lớn quần đảo Riau cùng một số nhóm đảo lân cận phía nam, đông và đông nam.
Tỉnh này ban đầu là một phần của tỉnh Riau, nhưng đã được tách ra thành tỉnh riêng năm tháng 9 năm 2002.